# Torre de Argos
El Tecnoparque, conocido popularmente como Torre Argos o Edificio de los Espejos por los espejos de su exterior, es un edificio colombiano de 20 pisos ubicado en la zona centro de Medellín, Antioquia, sobre el cruce de la carrera 46 (Avenida Oriental) con la calle 56 (Bolivia), a dos cuadras del Parque de Bolívar y la Catedral Metropolitana de Medellín. Sede de la Red de Servicios Empresariales y de Emprendimiento desde 2006